# Sonoita
Sonoita és una concentració de població designada pel cens del Comtat de Santa Cruz (Arizona). Segons el cens del 2000 tenia 826 habitants.

## Demografia
Segons el cens del 2000 Sonoita tenia 826 habitants, 358 habitatges, i 264 famílies La densitat de població era de 7 habitants/km².
Dels 358 habitatges en un 20,7% hi vivien nens de menys de 18 anys, en un 66,2% hi vivien parelles casades, en un 5,9% dones solteres, i en un 26% no eren unitats familiars. En el 21,5% dels habitatges hi vivien persones soles el 8,4% de les quals corresponia a persones de 65 anys o més que vivien soles. El nombre mitjà de persones vivint en cada habitatge era de 2,31 i el nombre mitjà de persones que vivien en cada família era de 2,65.
Per edats la població es repartia de la següent manera: un 18,4% tenia menys de 18 anys, un 2,5% entre 18 i 24, un 21,2% entre 25 i 44, un 37,7% de 45 a 60 i un 20,2% 65 anys o més.
L'edat mediana era de 50 anys. Per cada 100 dones de 18 o més anys hi havia 90,4 homes.
La renda mediana per habitatge era de 51.310 $ i la renda mediana per família de 58.571 $. Els homes tenien una renda mediana de 46.042 $ mentre que les dones 26.406 $. La renda per capita de la població era de 27.312 $. Aproximadament el 2,8% de les famílies i el 4,9% de la població estaven per davall del llindar de pobresa.

## Poblacions a prop
El següent diagrama mostra les poblacions més a prop.